# Лорд, Харви
Харви Хёрд Лорд (англ. Harvey Hurd Lord; 13 августа 1878, Эванстон, Иллинойс — 3 мая 1920, Чикаго, Иллинойс) — американский легкоатлет, выступавший в беге на средние дистанции. Участник летних Олимпийских игр 1900 года.

## Биография
Харви Лорд родился 13 августа 1878 года в американском городе Эванстон.
Учился в Чикагском университете. Выступал в соревнованиях по лёгкой атлетике за его команду «Чикаго Марунз», а впоследствии за «Чикаго АА».
В 1900 году вошёл в состав сборной США на летних Олимпийских играх в Париже. В беге на 400 метров занял в полуфинале 3-е место. В беге на 800 метров занял в полуфинале 3-е место, отстав на 4 ярда от попавшего в финал со 2-го места Джону Брэю из США. В беге на 800 метров с гандикапом, в котором медали не вручались, занял 3-е место, уступив 15 метров победителю Кристиану Кристенсену из Дании.
Работал горным инженером.
Умер 3 мая 1920 года в Чикаго.

## Личные рекорды
- Бег на 440 ярдов — 51,8 (1901)[2]
- Бег на 880 ярдов — 2.05,1 (1900)[2]

## Семья
Дочь — Эда Лорд (1907—1976), американская писательница.